# Edmond O'Brien
Edmond O'Brien (Nova York, Estats Units, 10 de setembre de 1915 − Inglewood, Califòrnia, 9 de maig de 1985) va ser un actor, director de cinema i productor estatunidenc.

## Biografia
Nascut a Nova York, es va interessar pel món de la interpretació de molt petit. Hi va contribuir el seu veí, el famós mag Harry Houdini. Va abandonar els seus estudis en la Fordham University per estudiar interpretació en el Neighborhood Playhouse School of Theatre gràcies a una beca. Alhora va treballar com a empleat de banca fins a embarcar-se en el món de la interpretació en companyies de Broadway fins que el 1937 es va unir al Mercury Theatre d'Orson Welles i va actuar regularment en programes de ràdio i al teatre.
O'Brien es va estrenar en el cinema el 1938 en papers secundaris i a poc a poc va anar fent-se un nom al món de Hollywood. El geperut de Notre-Dame, de William Dieterle, i The Killers o Malfactors (1946), de Robert Siodmak es troben entre el millor d'aquesta primera etapa com a actor.
En aquella època, es casa amb l'actriu Nancy Kelly el 1941 (una relació que tan sols va durar un any) i després amb Olga San Juan amb la que tindria una filla, Maria O'Brien que també es dedicaria al món de la interpretació. En la dècada dels 50, destacaria en nombroses obres. Sobre totes elles, la interpretació d'un home moribund que busca desesperadament el seu assassí en les seves últimes hores de vida a D.O.A., un excel·lent i poderós thriller de Rudolph Maté. Però en tindria d'altres com Al roig viu (1949), L'home que va matar Liberty Valance (1962), L'home d'Alcatraz, El dia més llarg o Grup salvatge (1969).
Guanyaria un Oscar al millor actor secundari pel seu paper a La comtessa descalça (1954) i va ser nominat en una segona ocasió per la seva participació en Set dies de maig (1964). O'Brien moriria a Inglewood, Califòrnia, a causa de la malaltia d'Alzheimer i va ser enterrat en el cementiri d'Holy Cross a Culver City. L'actor té dues estrelles al Passeig de la Fama de Hollywood situades en el 1725 Vine Street i en el 6523 de Hollywood Boulevard.

## Filmografia
- 1938: Prison Break: Extra
- 1939: El geperut de Notre-Dame (The Hunchback of Notre Dame): Gringo
- 1941: A Girl, a Guy, and a Gob: Stephen Herrick
- 1941: Batalló de paracaigudistes (Parachute Battalion): William Mayberry 'Bill' Burke
- 1942: Obliging Young Lady: 'Red' Reddy,també Professor Stanley
- 1942: Powder Town: J. Quincy 'Penji' Pennant
- 1943: The Amazing Mrs. Holliday: Tom Holliday
- 1944: Winged Victory: Irving Miller
- 1946: The Killers: Jim Reardon
- 1947: The Web, de Michael Gordon: Bob Regan
- 1947: Brute Force: Inmate
- 1947: A Double Life: Bill Friend
- 1948: Another Part of the Forest: Ben Hubbard
- 1948: For the Love of Mary: Tinent Tom Farrington
- 1948: Fighter Squadron: Maj. Ed Hardin
- 1948: An Act of Murder: David Douglas
- 1949: Task Force: Veu a la ràdio anunciant l'atac a Pearl Harbor (veu)
- 1949: Al roig viu (White Heat): Vic Pardo / Hank Fallon
- 1950: Backfire: Steve Connolly
- 1950: D.O.A.: Frank Bigelow
- 1950: 711 Ocean Drive: Mal Granger
- 1950: The Admiral Was a Lady: Jimmy Stevens
- 1950: Between Midnight and Dawn: Oficial Dan
- 1951: The Redhead and the Cowboy: Maj. Dunn Jeffers
- 1951: Two of a Kind: Michael "Lefty" Farrell
- 1951: Warpath: John Vickers
- 1951: Silver City: Larkin Moffatt
- 1952: L'espectacle més gran del món (The Greatest Show on Earth): Midway barker
- 1952: Denver and Rio Grande: Jim Vesser
- 1952: The Turning Point: John Conroy
- 1953: Man in the Dark: Steve Rawley
- 1953: Cow Country: Ben Anthony
- 1953: The Hitch-Hiker: Roy Collins
- 1953: Julius Caesar: Casca
- 1953: China Venture: Capità Matt Reardon
- 1953: The Bigamist: Harry Graham / Harrison Graham
- 1954: The Shanghai Story: Dr. Dan Maynard
- 1954: Shield for Murder: Detectiu Tinent Barney Nolan
- 1954: La comtessa descalça (The Barefoot Contessa): Oscar Muldoon
- 1955: El blues de Pete Kelly (Pete Kelly's Blues): Fran McCarg
- 1956: D-Day the Sixth of June: Tinent Coronel Alexander Timmer
- 1956: A Cry in the Night: Dan Taggart
- 1956: 1984: Winston Smith
- 1956: The Rack: Tinent Coronel Frank Wasnick
- 1956: The Girl Can't Help It: Marty (Fatso) Murdock
- 1957: The Comedian (TV): Al Preston
- 1957: El gran país (The Big Land): Joe Jagger
- 1957: Stopover Tokyo: George Underwood
- 1958: The World Was His Jury: David Carson
- 1958: Sing Boy Sing: Joseph Sharkey
- 1959: Up Periscope: Comandant Paul Stevenson
- 1959: L'Ambitieuse (o Le Passager clandestin) d'Yves Allégret: Buchanan
- 1960: Johnny Midnight (sèrie TV): Johnny Midnight
- 1960: The Last Voyage: Enginyer Walsh
- 1960: The 3rd Voice: La veu
- 1961: The Great Impostor: Capità Glover, HMCS Cayuga
- 1961: Man-Trap: Veu del fotògraf
- 1962: Moon Pilot: McClosky
- 1962: L'home que va matar Liberty Valance (The Man Who Shot Liberty Valance): Dutton Peabody
- 1962: L'home d'Alcatraz (Birdman of Alcatraz): Tom Gaddis
- 1962: The Longest Day: Gen. Raymond D. Barton
- 1964: Seven Days in May: Sen. Raymond Clark
- 1964: Rio Conchos: Coronel Theron 'Gray Fox' Pardee
- 1964: The Hanged Man (TV): Arnie Seeger
- 1966: Viatge fantàstic (Fantastic Voyage): Gen. Carter
- 1966: The Doomsday Flight (TV): The Madman
- 1967: The Outsider (TV): Marvin Bishop
- 1968: Flesh and Blood (TV): Harry
- 1969: Grup salvatge (The Wild Bunch): Freddie Sykes
- 1969: The Love God?: Osborn Tremaine (end credits: Osborn Tremain)
- 1970: Dream No Evil: Timothy MacDonald
- 1970: The Intruders (TV): Coronel William Bodeen
- 1971: River of Mystery (TV): R.J. Twitchell
- 1971: What's a Nice Girl Like You...? (TV): Morton Stillman
- 1972: The other side of the wind: Pat
- 1972: Jigsaw (TV): Detectiu Ed Burtelson
- 1972: They Only Kill Their Masters: George
- 1972: The Streets of San Francisco (Sèrie TV) - Temporada 1, episodi 2 (The Thirty-Year Pin): Gustave Charnovski
- 1973: Isn't It Shocking? (TV): Justin Oates
- 1974: Lucky Luciano: Comissionat Harry J. Anslinger
- 1974: 99 and 44/100% Dead: Oncle Frank Kelly

### com a director
- 1954: Shield for Murder
- 1961: Man-Trap

### com a productor
- 1961: Man-Trap

## Premis i nominacions

### Premis
- 1955: Oscar al millor actor secundari per La comtessa descalça
- 1955: Globus d'Or al millor actor secundari per La comtessa descalça
- 1965: Globus d'Or al millor actor secundari per Seven Days in May

### Nominacions
- 1965: Oscar al millor actor secundari per Seven Days in May